# Parc d'État de Pikes Peak
Le Parc d'État de Pikes Peak (en anglais : Pikes Peak State Park) est une réserve naturelle située dans l'État de l'Iowa, aux États-Unis. Il surplombe le fleuve Mississippi.